# Caledonian (lokomotiva)

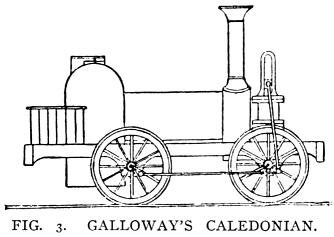
CALEDONIAN

Caledonian byla parní lokomotiva z dílny Brenta Gallowaye z roku 1832, 
která byla zakoupen městy Liverpool a Manchester. Z hlediska konstrukce měla tato lokomotiva již spřažené dvojkolí. Komín byl opatřen lapačem jisker. Pohon zajišťovaly stojaté parní válce odkud se přenášela síla klikovým mechanizmem na první nápravu. Koncepce svislých válců způsobovala kolébání stroje a jeho služba skončila po několika měsících.